# Ascanio in Alba
Ascanio in Alba, K. 111, és una òpera en dos actes composta per Wolfgang Amadeus Mozart sobre un llibret italià de Giuseppe Parini; fou un encàrrec que motivà el segon viatge a Itàlia de Mozart. S'estrenà al Teatro Regio Ducale de Milà el 17 d'octubre de 1771.
Ascanio in Alba va tenir un èxit tan gran que es va tornar a fer quatre dies més tard, enfosquint l'òpera de Hasse, Ruggiero, però aquest no era envejós i, en comptes d'enfadar-se, va reconèixer en el jove les grans qualitats que demostraria anys després. En dies successius es va seguir representant la cantata, acollida sempre amb gran entusiasme. El llibret de Parini respectava les exigències de l'ocasió: els personatges, en un medi arcàdic, eren la figuració dels personatges que es pretenia homenatjar. Ascani, descendent de Venus, era l'arxiduc Ferran, i Venus, l'emperadriu Maria Teresa. La nimfa Sílvia, descendent d'Hèrcules, era la princesa Beatriu d'Este.

## Argument
La cantata, o serenata teatral, consta de dues parts. A la primera, Venus revela els seus projectes a Ascanio: d'una banda, confiar el regnat de les terres a les quals havia arribat Enees i, per l'altra, casar-la amb la més sàvia de les nimfes, a la que Cupido havia tocat ja amb les seves fletxes. Al principi, Ascanio havia de mantenir oculta la seva identitat, per posar a prova Sílvia. Aquesta es lamenta perquè estima, al mateix temps, el marit que Venus ha triat per a ella i un bell jove que se li
ha aparegut; no sabria dir si havia vist aquest jove en cos i ànima o era només una visió. Quan apareix Ascanio i Silvia reconeix en ell el bell jove, la sàvia nimfa fuig, tement trair el seu compromís amb Venus. Apareix llavors la deessa i aclareix l'equívoc. La història acaba en mig de l'alegria i la gratitud generals.